# گمینا یابووننا (استان ماسوویان)
گمینا یابووننا (استان ماسوویان) (به لهستانی:  Gmina Jabłonna) یک گمینا در لهستان است که در شهرستان لگیونووو واقع شده‌است. گمینا یابووننا ۶۴٫۵۵ کیلومتر مربع مساحت و ۱۷٬۵۳۱ نفر جمعیت دارد.